# 1916 (비디오 게임)
1916 게임은 2011년 3월 30일에 출시된 비디오 게임이다. 제1차 세계 대전을 모체로 하여 만들어진 게임이다.

## 특징
1916 게임은 전쟁을 주제로 하여 만들어진 게임이기 때문에 전쟁과 관련된 분위기로 게임을 하게 된다. 게임의 적으론 공룡이 나오기도 하는데 이는 후에 만들어진 오크우드라는 게임과 비슷한 점이다. 공룡 형태의 적은 벨로시랩터라는 공룡을 하지만 울음소리는 티라노사우루스와 닮았으며 티라노사우루스를 모체로 한 적도 등장한다. 게임의 개발사에선 공룡의 정체는 제1차 세계 대전에서 전쟁을 일으킨 국가들의 지도자들이 무모하고 명분없는 전쟁을 일으켜 젊은이들을 희생시키는 것을 비판하는 내용이 담겨져 있다고 설명한다. 공룡 형태의 적은 플레이어를 추격하면서 공격하며 공룡 형태의 적한테 3번 공격을 당하면 죽고 체력이 다시 회복된 채로 게임을 시작하게 된다. 전쟁을 주제로 삼은 게임인만큼 공포스러운 장면들이 많아 공포 게임으로 분류가 되며 플레이어가 게임의 스테이지들을 무사히 잘마친 뒤에 게임의 결말은 플레이어가 적이 살포한 유독가스 지역을 지난 뒤로 사다리에 올라타게 되는데 이런 플레이어를 추격하는 적의 병사가 매우 빠르게 뛰다가 자신에게 달려들던 적의 공룡과 함께 포탄을 맞아 쓰러지고 하늘을 바라보며 죽는다는 결말로 마무리된다.

## 같이 보기
- 비디오 게임
- 제1차 세계 대전
- 공룡
- 전쟁